# Krajcsi Nikolett
Krajcsi Nikolett (Ajka, 1984. június 8. –) magyar színművésznő.

## Életpályája
1984-ben Ajkán született. Gyermekéveit Székesfehérváron töltötte, a Teleki Blanka Gimnáziumban érettségizett. 2005-2008 között a székesfehérvári Vörösmarty Színház stúdiósa volt. 2008-2013 között a Kaposvári Egyetem színművész szakos hallgatója volt. 2013-2019 között a debreceni Csokonai Színház tagja volt. 2014-től a debreceni Ady Endre Gimnázium tanára volt. 2019-től a kaposvári Csiky Gergely Színház színésze.

### Magánélete
Férje, Mészáros Tibor színművész, kislányuk: Boróka.

## Fontosabb színházi szerepei
- Gimesi Dóra: Hessmese (Hess Kisasszony, Valódi Nevén Auróra, Tündér-Postamesternő) – 2016/2017
- Krajcsi Nikolett – Mészáros Tibor: Kismama-Kaland – 280 Nap Alatt A Pocak Körül (Kismama) (Író) – 2015/2016
- Carlo Goldoni: Chioggiai Csetepaté (Checca, (Francesca), Fiatal Lány, Libera Másik Húga) – 2014/2015
- Mihail Bulgakov: A Mester És Margarita (Margarita, A Mester Szerelmese) – 2014/2015
- Mészáros Tibor: Istent A Falra Festeni (Bántsági Mancika) – 2014/2015
- A Ludas (Egy Vezérigazgató) – 2013/2014
- Nevető Antikvitás (Mnémoszüné, Az Emlékezet Istennője, Eurüdiké) – 2013/2014
- Szophoklész: Antigoné (Eurüdiké) – 2013/2014
- Stanislaw Wyspianski: Novemberi Éj (Napóleoni Niké, I. Kér) – 2013/2014
- Nemes Nagy Ágnes: Bors Néni, Bors! (Évi) – 2013/2014
- Mark Ravenhill: Állampolgári Ismeretek (Szereplő, Szereplő) – 2012/2013
- John Osborne: Dühöngő (Alison Porter) – 2012/2013
- Heltai Jenő: Naftalin (Ilka) – 2012/2013
- William Shakespeare: A Vihar (Miranda, Prospero Leánya) – 2012/2013
- Carlo Goldoni: Chioggiai Csetepaté (Canocchia, Sült-Tök-Árús) – 2012/2013
- Kaffka Margit: Hangyaboly (Popescu Kornélia) – 2012/2013
- Kocsis L. Mihály – Cseke Péter: Újvilág Passió (Mária Magdolna) – 2012/2013
- Bölcsődal (Szereplő) – 2012/2013
- Carlo Goldoni: Chioggiai Csetepaté (Canocchia, Sült-Tök-Árús) – 2011/2012
- Csiky Gergely: Buborékok (Gizella , Gyermekeik) – 2011/2012
- Heinrich Von Kleist: Az Eltört Korsó (Liza, Cseléd, Ádám Bírónál) – 2011/2012
- Szedett- Vedett Orfeum (Szereplő) – 2011/2012
- Kele Fodor Ákos: A Halál És A Bohóc (Siralgó) – 2010/2011
- Carlo Goldoni: Hebehurgya Hölgyek (Pasquina, A Lánya) – 2010/2011
- Intelligens szerviz (Szereplő) – 2010/2011
- Az Ördög És A Szűz (Márika, A Szűz Hétfaluszépe, Fejőlány) – 2008/2009
- Kurt Weill – Bertolt Brecht: Koldusopera (Kiky) – 2007/2008
- Garaczi László: Plazma (Ocsuki Professzor, Plazmajap) – 2007/2008
- Varró Dániel – Martin Mcdonagh: Vaknyugat (Kicsilány Kelleher, 17 Éves, Szép) – 2006/2007